# Wereldkampioenschappen schansspringen 2011
De wereldkampioenschappen schansspringen 2011 werden van 24 februari tot en met 5 maart 2011 gehouden in Oslo.

## Wedstrijdschema
| Datum       | Tijd          | Plaats             | Mannen                | Vrouwen           |
| ----------- | ------------- | ------------------ | --------------------- | ----------------- |
| 25 februari | 12:30 / 15:00 | Midtstubakken      | HS106 kwalificatie    | HS106 individueel |
| 26 februari | 15:00         | Midtstubakken      | HS106 individueel     |                   |
| 27 februari | 15:00         | Midtstubakken      | HS106 landenwedstrijd |                   |
| 2 maart     | 18:00         | Holmenkollenschans | HS134 kwalificatie    |                   |
| 3 maart     | 17:00         | Holmenkollenschans | HS134 individueel     |                   |
| 5 maart     | 15:30         | Holmenkollenschans | HS134 landenwedstrijd |                   |

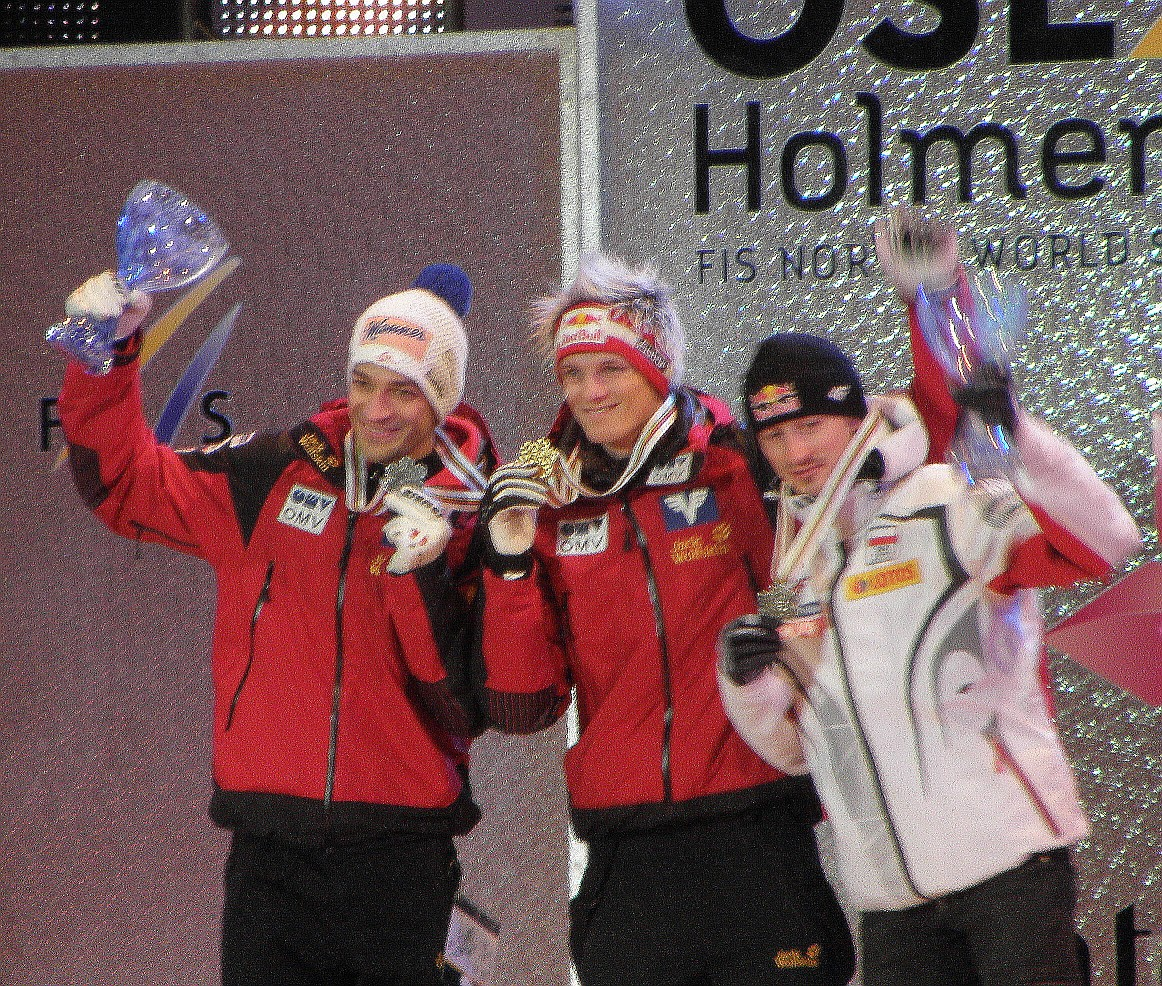
Het podium van de normale schans bij de mannen

De letters NH en LH staan respectievelijk voor Normal Hill (normale schans) en Large Hill (grote schans). De letters HS staan voor Hillsize waarbij HS100 en HS134 staat voor de afstand in meters van punt van afsprong (de schans) tot het 32-gradenpunt op de landingshelling. Dit punt ligt op elke schans weer anders.

## Uitslagen

### Mannen

#### Individueel
| HS106  | HS106                 | HS106 | HS106           | HS106  |
| #      | Naam                  | Land  | Sprongen        | Punten |
| ------ | --------------------- | ----- | --------------- | ------ |
| Goud   | Thomas Morgenstern    | AUT   | 101,5 - 107,0 m | 269,2  |
| Zilver | Andreas Kofler        | AUT   | 099,5 - 105,0 m | 260,1  |
| Brons  | Adam Małysz           | POL   | 097,5 - 102,0 m | 252,2  |
| 4      | Simon Ammann          | SUI   | 097,5 - 101,5 m | 247,6  |
| 5      | Tom Hilde             | NOR   | 094,0 - 101,5 m | 244,8  |
| 6      | Kamil Stoch           | POL   | 094,0 - 101,0 m | 240,5  |
| 7      | Severin Freund        | GER   | 095,5 - 100,0 m | 239,2  |
| 8      | Gregor Schlierenzauer | AUT   | 093,5 - 098,0 m | 235,2  |
| 9      | Anders Bardal         | NOR   | 097,0 - 098,5 m | 232,6  |
| 10     | Anssi Koivuranta      | FIN   | 098,5 - 094,0 m | 231,9  |

| HS134  | HS134                 | HS134 | HS134           | HS134  |
| #      | Naam                  | Land  | Sprongen        | Punten |
| ------ | --------------------- | ----- | --------------- | ------ |
| Goud   | Gregor Schlierenzauer | AUT   | 130,0 - 134,5 m | 277,5  |
| Zilver | Thomas Morgenstern    | AUT   | 133,0 - 131,0 m | 277,2  |
| Brons  | Simon Ammann          | SUI   | 129,5 - 134,5 m | 274,3  |
| 4      | Andreas Kofler        | AUT   | 129,5 - 134,0 m | 269,6  |
| 5      | Matti Hautamäki       | FIN   | 134,5 - 129,0 m | 266,2  |
| 6      | Michael Uhrmann       | GER   | 133,0 - 129,0 m | 264,0  |
| 7      | Anders Bardal         | NOR   | 133,5 - 125,0 m | 263,8  |
| 8      | Martin Koch           | AUT   | 130,0 - 129,5 m | 262,3  |
| 9      | Anders Jacobsen       | NOR   | 134,0 - 123,0 m | 260,7  |
| 10     | Tom Hilde             | NOR   | 133,5 - 128,5 m | 259,0  |

#### Team

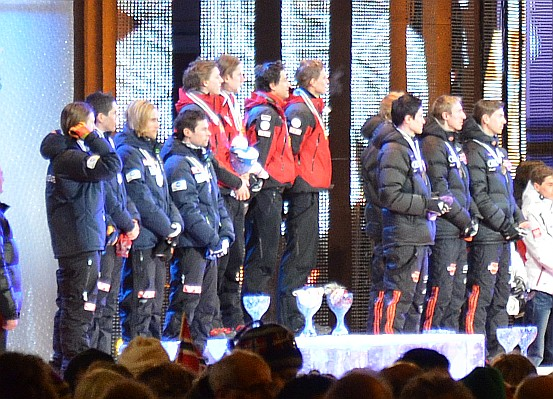
Het podium van de teamwedstrijd op de normale schans

| HS106  | HS106                                                               | HS106 | HS106                                                           | HS106  |
| #      | Naam                                                                | Land  | Sprongen                                                        | Punten |
| ------ | ------------------------------------------------------------------- | ----- | --------------------------------------------------------------- | ------ |
| Goud   | Gregor Schlierenzauer Martin Koch Andreas Kofler Thomas Morgenstern | AUT   | 105,0 - 103,0 m 105,5 - 102,0 m 105,0 - 103,5 m 105,0 - 108,0 m | 1025,5 |
| Zilver | Anders Jacobsen Bjørn Einar Romøren Anders Bardal Tom Hilde         | NOR   | 103,5 - 102,5 m 101,5 - 100,5 m 105,5 - 101,0 m 102,5 - 102,5 m | 1000,5 |
| Brons  | Martin Schmitt Michael Neumayer Michael Uhrmann Severin Freund      | GER   | 104,5 - 104,0 m 101,0 - 099,5 m 102,0 - 102,5 m 105,0 - 105,5 m | 968,2  |
| 4      | Kamil Stoch Piotr Zyła Stefan Hula Adam Małysz                      | POL   | 101,0 - 102,5 m 098,0 - 101,0 m 097,5 - 093,0 m 104,5 - 106,5 m | 953,0  |
| 5      | Fumihisa Yumoto Taku Takeuchi Noriaki Kasai Daiki Ito               | JPN   | 095,0 - 095,5 m 100,5 - 100,5 m 099,5 - 096,5 m 100,5 - 105,5 m | 931,1  |
| 6      | Mitja Meznar Jernej Damjan Robert Kranjec Peter Prevc               | SLO   | 095,0 - 100,0 m 094,5 - 099,0 m 101,0 - 100,0 m 099,0 - 099,5 m | 924,2  |
| 7      | Borek Sedlak Roman Koudelka Jan Matura Jakub Janda                  | CZE   | 092,5 - 095,0 m 099,5 - 102,0 m 101,0 - 097,0 m 101,0 - 096,5 m | 917,9  |
| 8      | Anssi Koivuranta Olli Muotka Janne Ahonen Matti Hautamäki           | FIN   | 090,0 - 097,0 m 095,0 - 095,5 m 100,0 - 094,5 m 102,5 - 108,0 m | 900,5  |

| HS134  | HS134                                                               | HS134 | HS134                           | HS134  |
| #      | Naam                                                                | Land  | Sprong                          | Punten |
| ------ | ------------------------------------------------------------------- | ----- | ------------------------------- | ------ |
| Goud   | Gregor Schlierenzauer Martin Koch Andreas Kofler Thomas Morgenstern | AUT   | 125,5 m 118,5 m 141,0 m 140,5 m | 500,0  |
| Zilver | Anders Jacobsen Johan Remen Evensen Anders Bardal Tom Hilde         | NOR   | 120,5 m 119,0 m 127,5 m         | 456,4  |
| Brons  | Peter Prevc Jurij Tepeš Jernej Damjan Robert Kranjec                | SLO   | 109,0 m 120,0 m 127,5 m 136,0 m | 452,6  |
| 4      | Martin Schmitt Richard Freitag Severin Freund Michael Uhrmann       | GER   | 124,5 m 132,0 m 128,0 m 110,0 m | 451,9  |
| 5      | Kamil Stoch Piotr Żyła Stefan Hula Adam Małysz                      | POL   | 113,5 m 127,0 m 113,5 m 135,5 m | 435,6  |
| 6      | Taku Takeuchi Fumihisa Yumoto Noriaki Kasai Daiki Ito               | JPN   | 115,5 m 111,0 m 125,5 m 123,0 m | 410,7  |
| 7      | Matti Hautamäki Olli Muotka Anssi Koivuranta Janne Ahonen           | FIN   | 125,0 m 101,0 m 124,5 m 117,5 m | 408,3  |
| 8      | Jakub Janda Lukáš Hlava Jan Matura Roman Koudelka                   | CZE   | 117,0 m 119,0 m 114,5 m 106,0 m | 387,7  |

### Vrouwen
| HS106  | HS106             | HS106 | HS106         | HS106  |
| #      | Naam              | Land  | Sprongen      | Punten |
| ------ | ----------------- | ----- | ------------- | ------ |
| Goud   | Daniela Iraschko  | AUT   | 97,0 - 97,0 m | 231,7  |
| Zilver | Elena Runggaldier | ITA   | 97,5 - 93,5 m | 218,9  |
| Brons  | Coline Mattel     | FRA   | 92,0 - 97,0 m | 211,5  |
| 4      | Eva Logar         | SLO   | 91,0 - 88,5 m | 197,9  |
| 5      | Maja Vtic         | SLO   | 88,5 - 97,0 m | 196,0  |
| 6      | Sara Takanashi    | JPN   | 92,0 - 93,0 m | 195,0  |
| 7      | Ayumi Watase      | JPN   | 89,0 - 93,0 m | 192,8  |
| 8      | Evelyn Insam      | ITA   | 94,5 - 87,5 m | 188,1  |
| 9      | Melanie Faisst    | GER   | 88,0 - 92,0 m | 185,1  |
| 10     | Line Jahr         | NOR   | 89,5 - 84,5 m | 181,3  |

### Medailleklassement
| Plaats | Land        | Goud | Zilver | Brons | Totaal |
| 1      | Oostenrijk  | 5    | 2      | 0     | 7      |
| 2      | Noorwegen   | 0    | 2      | 0     | 2      |
| 3      | Italië      | 0    | 1      | 0     | 1      |
| 4      | Duitsland   | 0    | 0      | 1     | 1      |
| 4      | Frankrijk   | 0    | 0      | 1     | 1      |
| 4      | Polen       | 0    | 0      | 1     | 1      |
| 4      | Slovenië    | 0    | 0      | 1     | 1      |
| 4      | Zwitserland | 0    | 0      | 1     | 1      |
| Totaal | Totaal      | 5    | 5      | 5     | 15     |